# La Jardona
La Jardona är en ort i kommunen Lerma i delstaten Mexiko i Mexiko. Samhället hade 580 invånare vid folkräkningen år 2020.